# Coït intercrural
 (janvier 2011).
Si vous disposez d'ouvrages ou d'articles de référence ou si vous connaissez des sites web de qualité traitant du thème abordé ici, merci de compléter l'article en donnant les références utiles à sa vérifiabilité et en les liant à la section « Notes et références ».

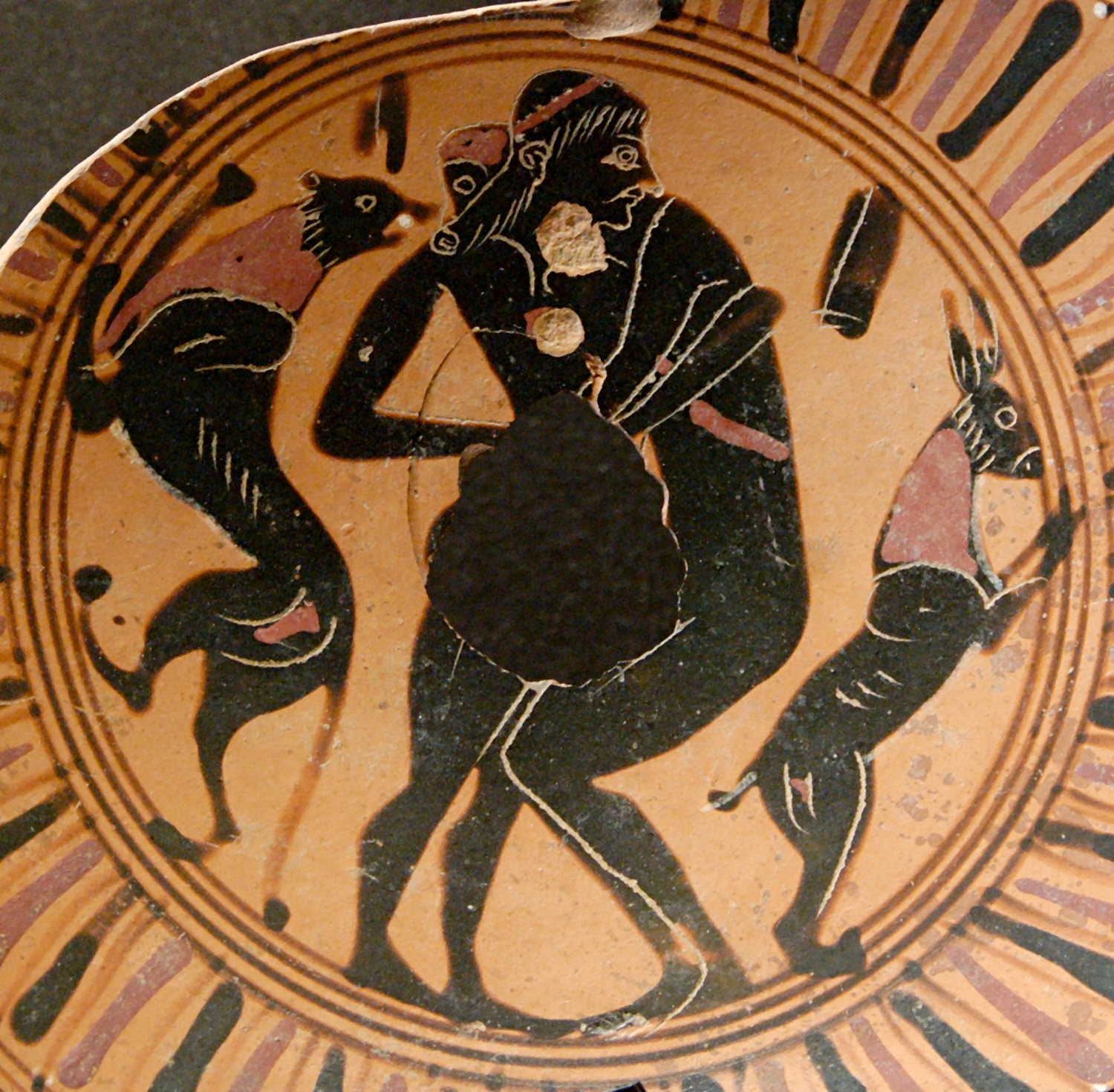
Coït intercrural en Grèce antique, fragment d’une coupe à figures noires, VIe siècle av. J.-C.

Le coït intercrural (du latin inter-, « entre » et crura « jambes ») est une pratique sexuelle au cours de laquelle la stimulation sexuelle masculine est obtenue en enserrant le pénis entre les cuisses de son ou de sa partenaire, simulant une pénétration. On parle également de stimulation interfémorale.
On trouve des témoignages de son utilisation dès la Grèce antique.

## Description
Proche d’une position en levrette, mais généralement avec le buste du partenaire plutôt relevé pour permettre les caresses, l’homme, jambes placées de part et d’autre de celle de son ou sa partenaire, place son pénis entre les cuisses doucement serrées de son ou sa partenaire et procède à un acte de coït sans pénétration vaginale ou anale.

## Usage de cette pratique
Au Japon où l’usage de la pilule contraceptive est peu répandu, cette position est fréquemment pratiquée dans les lieux de prostitution car elle évite, si les partenaires le souhaitent et à condition qu’ils fassent attention, tout contact entre les organes génitaux, ainsi que le contact entre le sexe féminin et le sperme[réf. nécessaire]. Elle permet également d’échapper à la loi anti-prostitution de 1956, puisqu’il n’y a pas pénétration.
Elle est également pratiquée par les hommes homosexuels ne souhaitant pas de rapport anal.

## Les variantes
Sur la position de base, au lieu de relever son buste, la femme (dans le cas d'un rapport hétérosexuel) peut rester en position de levrette. Le sexe en érection pourra alors frotter la zone des lèvres et du clitoris. Les sécrétions vaginales auront bien sûr tendance à s’écouler sur le sexe masculin.
La personne prêtant ses cuisses à cet acte peut également être étendue sur un plan (lit, table), les jambes à la verticale.
Une variante de cette pratique est relativement répandue dans la société japonaise,[pas clair] sous le nom de sumata (素股), (« cuisses nues »), où la femme se place au-dessus de son partenaire allongé. Le frottement peut alors être obtenu en serrant les cuisses (assez difficile car les pieds sont de part et d’autre de l’homme) ou en utilisant une main pour plaquer le sexe contre son ventre (auquel cas elle peut faire face ou non à son partenaire).[réf. souhaitée]
Une autre déclinaison de cette variante consiste à faire passer le sexe non pas devant mais derrière et à le plaquer entre les fesses du ou de la partenaire - qui est alors situé(e) au niveau du ventre et non plus des cuisses et qui fait de préférence face à l’homme.

## Histoire et culture
Abondamment représentée sur les vases peints de l’époque (groupe β de la classification Beazley), cette position était une forme commune de sexualité dans la Grèce antique dans le cadre des relations pédérastiques entre un éraste (amant) et son éromène (aimé). Selon la représentation la plus commune des vases, l’éraste étreint le torse de l’éromène, ploie les genoux, courbe la tête et insère son pénis entre les cuisses de l'éromène, sous le scrotum. La position est également attestée en littérature : elle est décrite par le verbe διαμηρίζειν / diamêrízein, littéralement « le faire entre les cuisses », dont la première occurrence se trouve dans la comédie les Oiseaux d’Aristophane.[réf. souhaitée]
L’importance relative de cette pratique par rapport à celle de la sodomie est difficile à évaluer. Les vases ne décrivent la sodomie homosexuelle qu’entre personnes de même âge, comastes (participants ivres d’un banquet) ou satyres. En revanche, les graffitis pornographiques, la comédie attique et la poésie hellénistique ne décrivent que la sodomie et n’évoquent jamais le coït intercrural. Dans Homosexualité grecque (1977) — première étude des relations homosexuelles antiques à adopter un point de vue non moralisateur —, l’historien britannique Kenneth J. Dover a décrit les relations intercrurales comme prédominantes, avant de revenir partiellement sur cette thèse dans The Greeks and their Legacy (Les Grecs et leur héritage) en 1988.
De nos jours, elle est pratiquée en vue d’éviter la pénétration, pour des raisons religieuses (virginité, pratique non-interdite explicitement par la Bible, notamment dans les chapitres 18 et 20 du Lévitique traitant des interdits sexuels) ou pratiques (réduction du risque de grossesse et de transmission des MST). De plus, c'est une pratique qui peut permettre à des personnes souffrant de dyspareunies de continuer d'avoir une vie intime avec leur(s) partenaire(s), sans pénétration. Dans le milieu gay, on utilise cette pratique pour éviter la pénétration anale (théoriquement plus dangereuse en termes de transmission d'IST et parfois considérée plus répugnante). Ainsi, selon son biographe Richard Ellmann, Oscar Wilde fut initié à cette pratique par Robbie Ross (son supposé premier amant homosexuel) car il n’était pas attiré par l’idée de relation orale ou anale.
Les dénominations coitus ante portas, coitus interfemoris, coitus inter femora sont empruntées aux manuels de confesseurs. Mettant l'accent sur le désir de conservation de la virginité chez les jeunes, la langue anglaise a développé une série de synonymes pour désigner le coït interfémoral : college fuck, college style, Harvard style, Oxford style, Princeton rub ou style, Princeton first year, etc.